# Macropodium
Macropodium là chi thực vật có hoa trong họ Cải.